# MGR-1 Honest John
Le MGR-1 Honest John était un missile américain capable d'emporter une ogive atomique. Premier missile sol-sol nucléaire de l'arsenal américain, il pouvait aussi emporter des charges conventionnelles et chimiques, même s'il n'avait pas été conçu dans ce but.

## Développement
Désigné initialement par Artillery Rocket XM31, il a été testé la première fois en 1951 et déployé en janvier 1953. Sa désignation a changé à M31 en septembre 1953 et il a été déployé en Europe plusieurs mois plus tard.
Le M31 consistait en trois parties transportées sur un camion de lancement. Ces parties étaient montées sur la plateforme M289 de 21,5 t, le missile était pointé puis tiré. Le missile était constitué d'un lanceur à poudre et d'une charge atomique. Il ne comportait pas de système de guidage une fois l'engin parti, ce qui en fait techniquement une roquette plus qu'un missile. Pour la charge atomique, initialement, il s'agissait de la W-Mod-37, une ogive à puissance variable qui pouvait dégager jusqu'à 20 kilotonnes. Par la suite, le Honest John fut modifié (version M50) pour emporter une ogive W31-Mod-0-3 qui pouvait dégager une puissance de 2, 10 ou 30 kt.

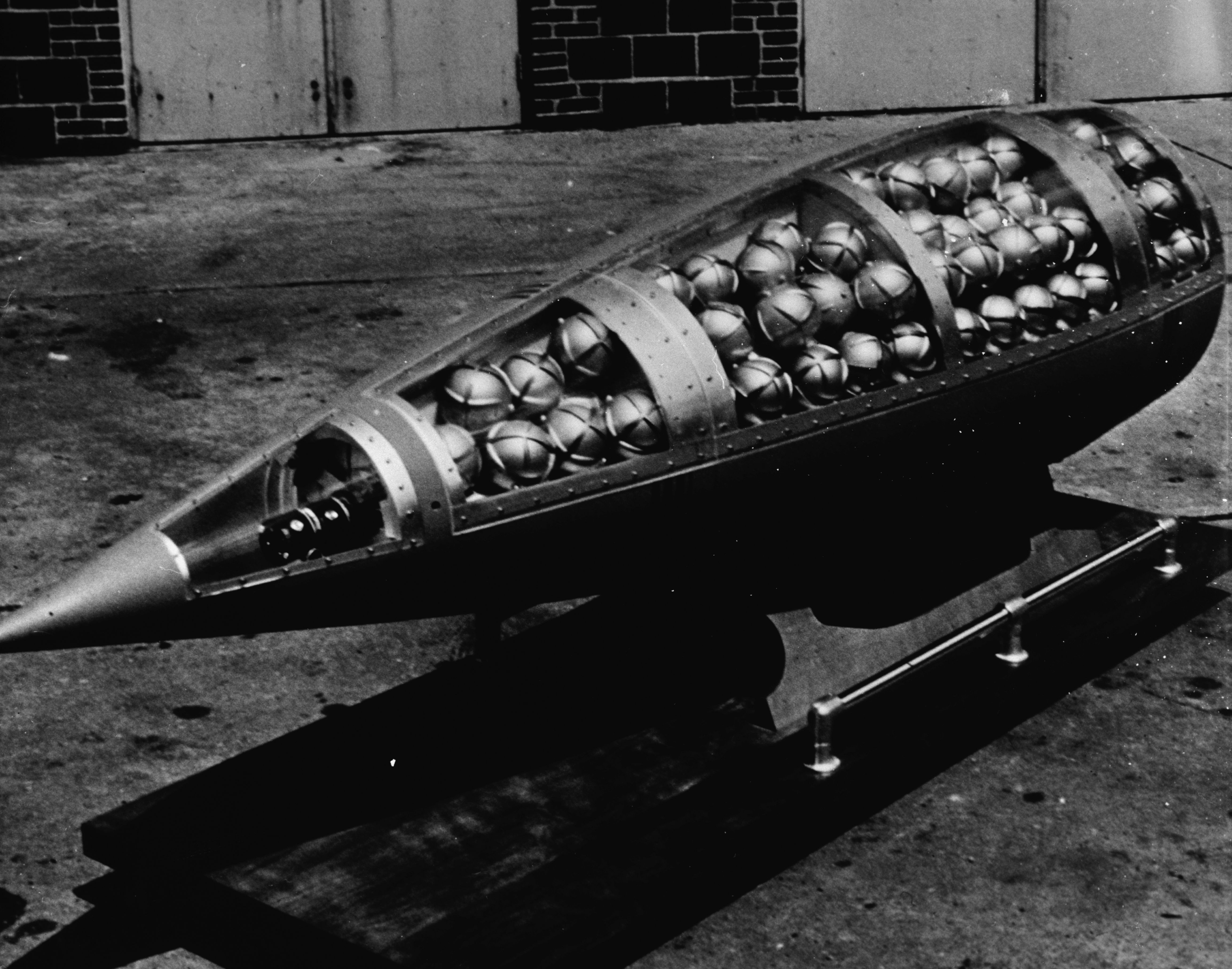
Écorché d'une ogive, transportée par un missile Honest John, montrant les sous-munitions M139 au sarin (photo prise vers 1960).

Dans les années 1960, des bombes à sous-munitions contenant du sarin, un gaz innervant, furent développées pour ce missile.
Il y avait deux variantes :
1. Le missile MGR-1A (roquette M31) avec une poussée au lancement de 400 kN, une masse au lancement de 2 720 kg, un diamètre de 580 mm et une longueur de 8,32 m. La portée se situant entre 5,5 km et 24,8 km.
2. Le missile MGR-1B (roquette M50) avec une poussée au lancement de 382 kN, une masse au lancement de 2 040 kg, un diamètre de 760 mm et une longueur de 7,56 m. La portée se situant entre 5,5 km et 38 km.

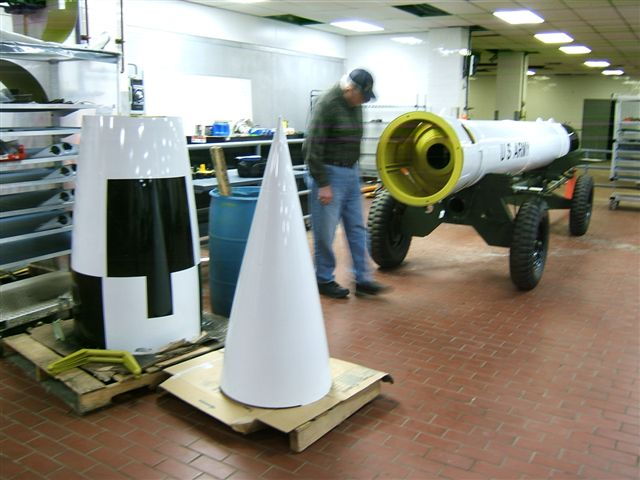
Reconstruction partielle du MGR-1 Honest John au Carolinas Aviation Museum. Photo prise le 29 juillet 2009.

La fabrication des variantes s'est terminée en 1965, le nombre total de missiles dépassant 7 000. En juin 1965, 330 lanceurs étaient en service, 88 opérationnels dans les forces des États-Unis, 200 dans les armées des autres membres de l'OTAN (dont 88 pour la seule Allemagne de l’Ouest) mais dont les ogives nucléaires restaient sous contrôle gouvernemental américain et 42 lanceurs servant à la maintenance et l'entrainement. La France reçut 20 exemplaires de 1959 à 1966 employés par six groupes d'artillerie des Forces françaises en Allemagne. Le 30 juin 1966 entre 22 h et minuit, les ogives nucléaires américaines destinées aux unités françaises sont évacuées. Le dernier tir d'une roquette Honest John dans ce pays a lieu le 13 avril 1976.
En 1973, le MGR-1 Honest John a été remplacé par le MGM-52 Lance, mais il est resté encore en service dans des unités des armées de l'Organisation du traité de l'Atlantique nord en Europe et dans la Garde nationale des États-Unis jusqu'en 1982.